# كأس النرويج 1902
كأس النرويج 1902 (بالنرويجية: Norgesmesterskapet i fotball for menn 1902)‏ هو الموسم الأول من كأس النرويج، عرف مشاركة خمسة فرق، وانتهى بتتويج فريق غران 